# 北新泾街道图书馆
北新泾街道图书馆位于中華人民共和國上海市长宁区新泾一村144号3楼，建于1970年，面积为707平米，2006年创建伏枥读书会，2007年图书馆的等级被列为特级馆，馆内提供24小时自助借阅书柜（歌德机）。馆长为徐雪梅。